# 수학시간
수학시간은 대한민국의 음악 그룹이다. 2020년 싱글 《모래시계》로 데뷔했다.

## 음반
- 모래시계 (2020)